# Kees van Aelst
Cornelis Gijsbertus ("Kees") van Aelst (Den Haag, 28 september 1916 – Utrecht, 6 september 2000) was een Nederlandse waterpolospeler.
Kees van Aelst nam eenmaal deel aan de Olympische Spelen in 1936. Het Nederlands team eindigde op een vijfde plaats. In de competitie kwam hij uit voor HZ&PC uit Den Haag en Het Y uit Amsterdam.
Kees van Aelst · 
Lex Franken · 
Ru den Hamer · 
Jan van Heteren · 
Hans Maier · 
Soesoe van Oostrom Soede · 
Gé Regter · 
Herman Veenstra · 
Joop van Woerkom